# Алгебраическое тождество Бьянки
Алгебраическое тождество Бьянки — определённый вид симметрии тензора кривизны.
Также известно как тождество Бьянки — Падова), или первое тождество Бьянки.
Тождество было найдено Грегорио Риччи-Курбастро, но оно называется первым тождеством Бьянки, потому что оно похоже на дифференциальное тождество, описанное Луиджи Бьянки.

## Формулировка
Тензор Римана удовлетворяет следующему тождеству:
{\displaystyle R(u,\;v)w+R(v,\;w)u+R(w,\;u)v=0.}
которое называется алгебраическим тождеством Бьянки

### Замечание
Это тождество эквивалентно следующему соотношению на компоненты тензора кривизны:
{\displaystyle R_{sijk}+R_{sjki}+R_{skij}=0}

## Варианты записи тождества
Поскольку тензор Римана имеет две антисимметричные пары индексов (тензор меняет знак на противоположный при перестановке двух индексов внутри каждой из пар), причем тензор симметричен при перестановке местами самих пар, то мы можем, например, поменять местами первые два индекса. Получаем (изменив знак):
{\displaystyle (1a)\qquad R_{isjk}+R_{jski}+R_{ksij}=0}
Если теперь поменять местами пары индексов, то получим:
{\displaystyle (1b)\qquad R_{jkis}+R_{kijs}+R_{ijks}=0}
Все эти тождества эквивалентны, и словами их можно описать так: фиксируем один из индексов тензора Римана, а с тремя остальными индексами проделываем три циклические перестановки. Сумма компонент тензора Римана с полученными тремя наборами индексов равна нулю.
Другие варианты получаются при подъёме одного или нескольких индексов, например:
{\displaystyle (1c)\qquad R_{\;ijk}^{s}+R_{\;jki}^{s}+R_{\;kij}^{s}=0}

## Антисимметризация тензора Римана
Используя тензор метрической матрёшки, можно для произвольного тензора {\displaystyle T_{i_{1}\cdots i_{m}}} {\displaystyle m}-ранга составить следующий антисимметричный по всем индексам тензор:
{\displaystyle (16)\qquad A_{i_{1}\dots i_{m}}={1 \over m!}g_{i_{1}\dots i_{m}}^{j_{1}\dots j_{m}}T_{j_{1}\dots j_{m}}}
Очевидно, что антисимметричный тензор остаётся неизменным после проведения процедуры антисимметризации.
Применим антисимметризацию к тензору Римана:
{\displaystyle (17)\qquad A_{sijk}={1 \over 4!}g_{sijk}^{s_{1}i_{1}j_{1}k_{1}}R_{s_{1}i_{1}j_{1}k_{1}}={1 \over 24}{\begin{vmatrix}\delta _{s}^{s_{1}}\delta _{i}^{s_{1}}\delta _{j}^{s_{1}}\delta _{k}^{s_{1}}\\\delta _{s}^{i_{1}}\delta _{i}^{i_{1}}\delta _{j}^{i_{1}}\delta _{k}^{i_{1}}\\\delta _{s}^{j_{1}}\delta _{i}^{j_{1}}\delta _{j}^{j_{1}}\delta _{k}^{j_{1}}\\\delta _{s}^{k_{1}}\delta _{i}^{k_{1}}\delta _{j}^{k_{1}}\delta _{k}^{k_{1}}\end{vmatrix}}R_{s_{1}i_{1}j_{1}k_{1}}}
При раскрытии определителя мы получим 24 слагаемых по перестановке индексов {\displaystyle sijk}, причем парные перестановки будут со знаком «плюс», а нечётные — со знаком «минус»:
{\displaystyle (18)\qquad A_{sijk}={1 \over 24}\left((R_{sijk}+R_{sjki}+R_{skij})-(R_{sjik}+R_{sikj}+R_{skji})+\dots \right)}
Всего в формуле (18) будет восемь групп слагаемых по три слагаемых в каждой. Учитывая симметрию тензора Римана, легко увидеть, что все эти восемь групп одинаковые (с учётом знаков). Поэтому получаем:
{\displaystyle (19)\qquad A_{sijk}={1 \over 3}(R_{sijk}+R_{sjki}+R_{skij})}
Теперь алгебраическое тождество Бьянки можно словами описать так: антисимметризация тензора Римана равна нулю.

## Количество линейно независимых компонент внутренней кривизны
Если {\displaystyle n} — размерность многообразия, то количество комбинаций в антисимметричной паре индексов равна:
{\displaystyle (20)\qquad \alpha =C_{n}^{2}={n(n-1) \over 2}}
Поскольку тензор Римана симметричен относительно перестановки пар индексов, то его компоненты записываются (с точностью до знака) таким количеством разных чисел:
{\displaystyle (21)\qquad \beta ={\alpha (\alpha +1) \over 2}={n(n-1) \over 4}\left({n(n-1) \over 2}+1\right)}
Но эти числа связаны линейными зависимостями, которые следуют из алгебраического тождества Бьянки. Количество этих уравнений, как легко видеть из формулы (19), равно количеству существенно разных компонент антисимметричного тензора четвёртого ранга {\displaystyle A_{ijkl}}:
{\displaystyle (22)\qquad \gamma =C_{n}^{4}={n(n-1)(n-2)(n-3) \over 24}}
(Заметим, что формула (22) даёт правильный результат, т.е. ноль, тогда, когда {\displaystyle n<4})
Следовательно количество линейно независимых компонент тензора Римана равно разности:
{\displaystyle (23)\qquad N=\beta -\gamma ={n(n-1) \over 24}(3n(n-1)+6-(n-2)(n-3))={n^{2}(n^{2}-1) \over 12}}
Формула (23) даёт только максимально возможное количество линейно независимых компонент тензора Римана для данной размерности многообразия. А для конкретных многообразий это количество может быть меньшим. Например для плоского пространства это число равно нулю, а для гиперповерхности в системе координат главных направлений, имеем для индексов {\displaystyle i\neq j} формулу:
{\displaystyle (24)\qquad R_{ijij}=k^{(i)}k^{(j)}}
а следовательно, количество линейно независимых компонент не превышает количества комбинаций из {\displaystyle n} по 2, т.е.:
{\displaystyle (25)\qquad N_{hypersurface}=C_{n}^{2}={n(n-1)/2}}

### Связь с другими свойствами внутренней кривизны
Вследствие алгебраического тождества Бьянки внутренняя кривизна многообразия полностью определяется по значениям следующей квадратичной формы от бивекторов {\displaystyle \sigma ^{ij}=a^{i}b^{j}-a^{j}b^{i}}:
{\displaystyle (26)\qquad \Phi ({\boldsymbol {\sigma }})=R_{ijkl}\sigma ^{ij}\sigma ^{kl}}
Также с алгебраическим тождеством Бьянки связана возможность альтернативного взгляда на внутреннюю кривизну через симметричный тензор внутренней кривизны.